# Lagoa Rasa (Sete Cidades)

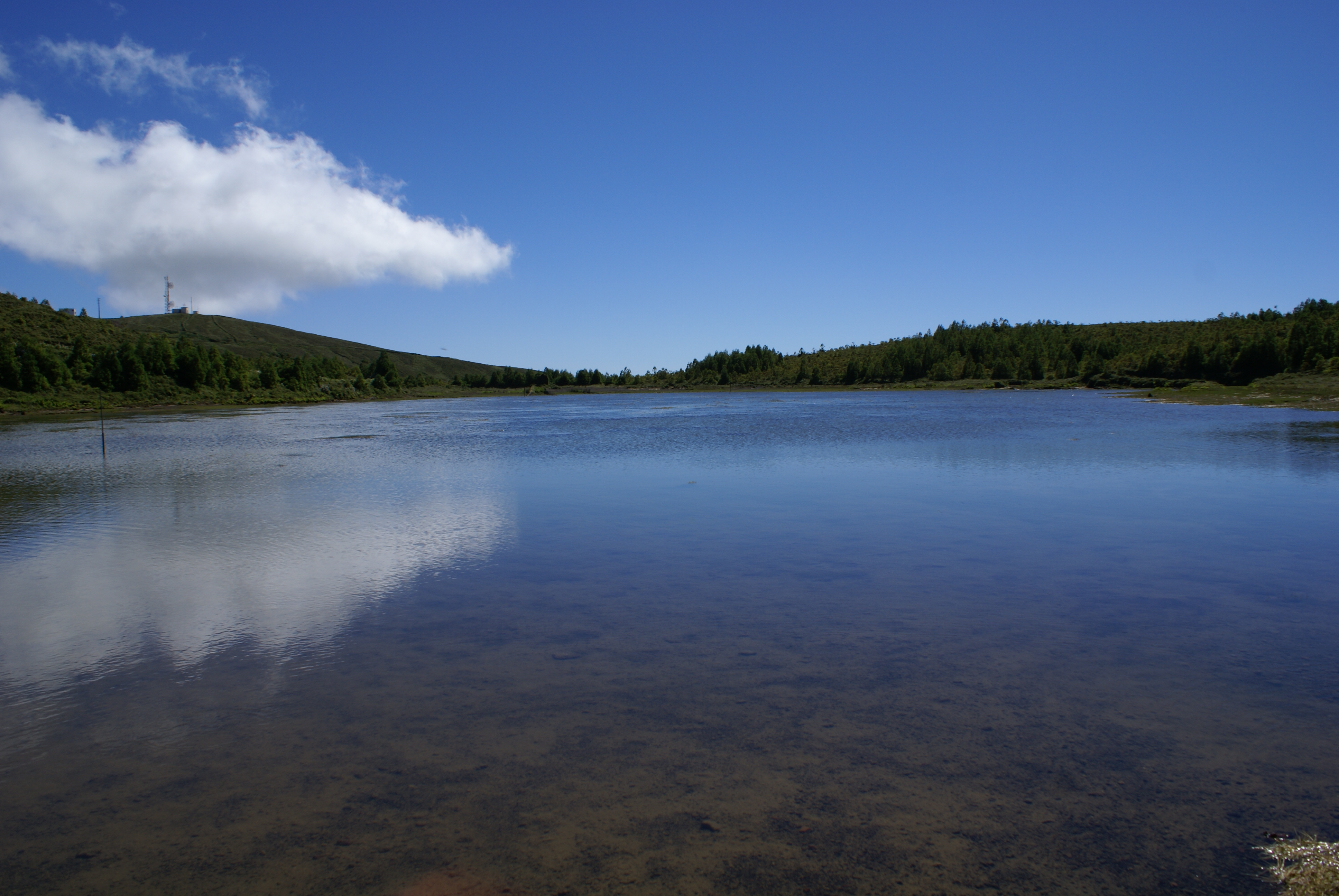
Lagoa Rasa.

A Lagoa Rasa é uma lagoa portuguesa, localizada na ilha açoriana de São Miguel, arquipélago dos Açores, no município de Ponta Delgada e está relacionada com a formação vulcânica do Maciço das Sete Cidades.
Apresenta-se como uma lagoa pouco profunda localizada a cerca de 870 metros de altitude e rodeada por florestas típica da macaronésia e plantações de criptomérias.